# Poços de Caldas
Poços de Caldas é um município brasileiro do estado de Minas Gerais, na Região Sudeste do país. Está localizado na Região Imediata de Poços de Caldas e na Região Geográfica Intermediária de Pouso Alegre. Segundo a estimativa do IBGE para 2024, possui 171 533 habitantes, sendo o 15º município mais populoso do estado e o mais populoso do Sul de Minas.

## História
A região onde hoje está o município de Poços de Caldas era originalmente habitada pelos indígenas cataguases.
O primeiro registro mencionando a região é datado de 1765, quando lá alcançaram Manuel Velho e Pedro Franco Quaresma, conforme foi relatado pelo sargento Jerônimo Dias Ribeiro ao então Governador da Capitania de São Paulo, o Morgado de Mateus. Na década de 1780, uma carta do Capitão João de Almeida da Fonseca para o então governador da Capitania de Minas Gerais, Luís da Cunha Meneses, relata a descoberta de águas termais na região, com cheiro de ovo podre, mas com propriedades terapêuticas para tratar doenças de pele.
Com o fim do ciclo do ouro, no final do século XVIII e início do XIX muitos garimpeiros vindos das antigas vilas mineradoras de Minas Gerais se fixaram na região de Poços de Caldas, atraídos pelas águas termais. Dentre eles, estavam os membros da família Junqueira. Em 1819, o Major Joaquim Bernardes da Costa Junqueira recebeu uma sesmaria, onde hoje está a cidade.
Em 1826, o juiz de fora de Campanha, Dr. Agostinho de Souza Lourenço, ordenou abrir dois poços do tamanho de pequenas banheiras, para uso dos viajantes que buscavam naquelas águas a cura de moléstias.
Em 1832, o planalto de Poços foi descrito outra vez em um relato memorialístico Dr. Manuel da Silveira Rodrigues, médico do Império, relatando ter tomado banhos nas águas termais da fazenda do capitão Joaquim Bernardes, em cujas terras, aos poucos, foi se formando um povoado. Trinta e três anos depois, em 1865, foi construído o primeiro balneário verdadeiro, com duchas e banheiros de primeira classe.
Em 6 de novembro de 1872, dia considerado o da fundação de Poços de Caldas, após ordem do presidente da província, Joaquim Floriano de Godói, para desapropriar as terras das fontes de águas termais sulfurosas na região para torná-las de interesse público, o Capitão Joaquim Bernardes doou um patrimônio de 96 hectares de sua fazenda, nos quais havia se formado o povoado, que em seguida foi urbanizado segundo os padrões da época pelo Engenheiro Honório Rodrigues Soares do Couto.

O povoado foi elevado à categoria de freguesia, com o nome de Nossa Senhora da Saúde das Águas de Caldas, pela lei Provincial nº 2.542, de 6 de dezembro de 1879, sendo vinculada à vila de Caldas. Em 1° de setembro de 1888, a Lei Provincial n° 3.659 elevou a freguesia à categoria de vila, com o nome de Poços de Caldas, sendo esse nome uma alusão à cidade termal portuguesa de Caldas da Rainha e pelo fato de as fontes serem usadas como poços por animais. Sua instalação se deu em 31 de maio de 1890.

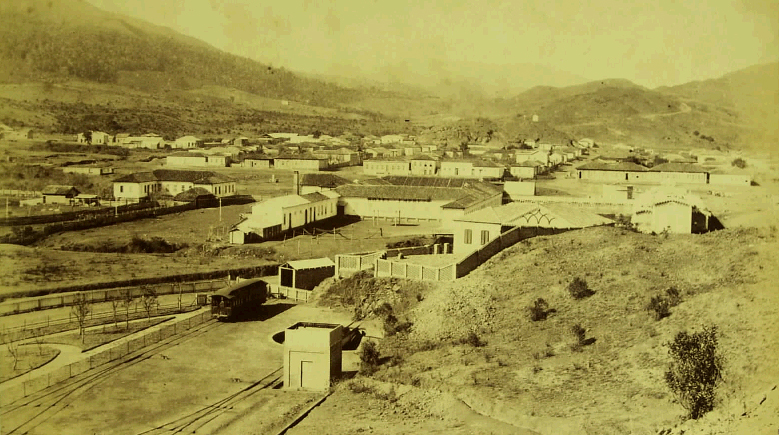
Poços de Caldas em 1886, ano da visita de D. Pedro II e Da. Teresa Cristina.

Em outubro de 1886, o imperador D. Pedro II e sua esposa imperatriz Da. Teresa Cristina visitaram Poços de Caldas, para a inauguração do ramal da Estrada de Ferro Mogiana que chegava ao local. Eles ficaram hospedados no Hotel da Empresa, localizado na Fonte Pedro Botelho, onde hoje está o Thermas Antônio Carlos.
Com a inauguração da ferrovia, o desenvolvimento de Poços de Caldas foi alavancado. Imigrantes italianos vieram para a região, para trabalhar nas lavouras de café.

Em 18 de setembro de 1915, a Lei Estadual n° 663 concede a Poços o título de cidade.

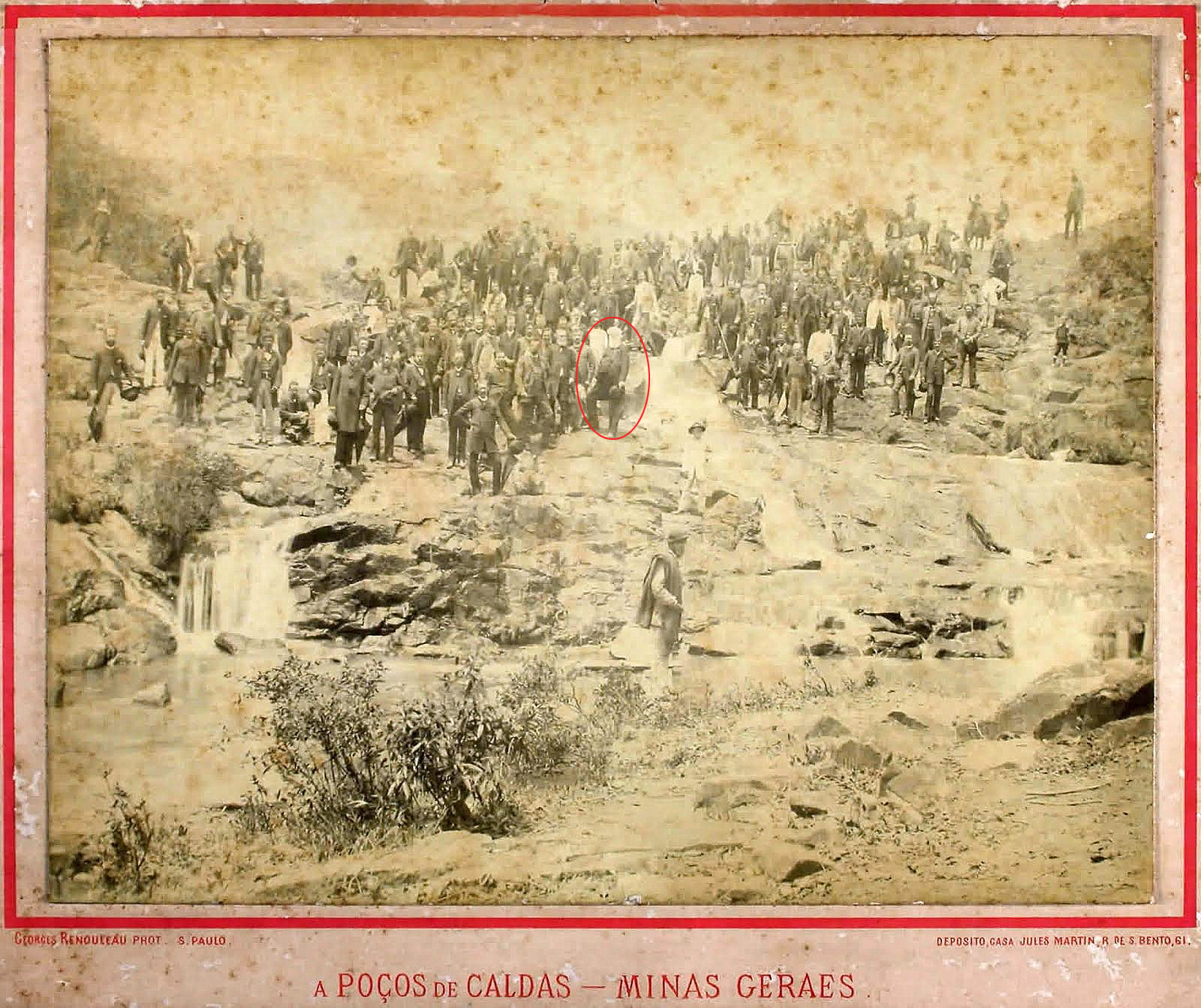
Dom Pedro II na Cascatinha em Poços de Caldas em 1886

A prosperidade e o luxo tiveram seu grande momento em Poços de Caldas enquanto o jogo esteve liberado no Brasil. Pelos salões do Palace Casino e do Palace Hotel desfilava a nata da elite brasileira e até de outros países. O presidente Getúlio Vargas tinha uma suíte especial no hotel, com a mesma decoração da que ele usava no Palácio do Catete, no Rio de Janeiro, então capital federal. O quarto ainda hoje preserva os móveis e o estilo da época, mas uma das maiores atrações do hotel continua sendo sua piscina térmica, construída num suntuoso salão sustentado por colunas de mármore de carrara.
Dentre as celebridades que estiveram em Poços de Caldas estavam os cantores Sílvio Caldas, Carmen Miranda, Orlando Silva e Carlos Galhardo, o pai da aviação Santos Dumont, os escritores Olavo Bilac e João do Rio e grandes personalidades políticas estaduais e nacionais, como Ruy Barbosa, Benedito Valadares e Juscelino Kubitschek, além de Ruy Barbosa.

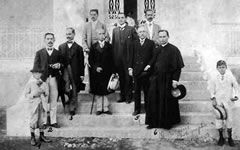
Rui Barbosa em Poços de Caldas

A proibição do cassino, em 1946, e a invenção do antibiótico tiveram forte impacto para o turismo no município. O termalismo deixou de ser a maneira mais eficaz de tratar as doenças para as quais era indicado e os cassinos foram fechados. A economia local teve um forte abalo, mas foi se recuperando nas décadas seguintes com a mineração, indústrias e uma mudança no foco do turismo. A cidade e suas atrações passaram a ser frequentadas não apenas pela elite, mas também pela classe média. Muitos dos turistas se fixaram na cidade.
A partir de 1997, Poços de Caldas começa a se firmar como um polo universitário, com a fixação de universidades como a PUC Minas, UEMG, Unifal e o IF Sul de Minas.
Em 2017, o município passou a pertencer à Associação Europeia Termal e Histórica, após assinar um termo de adesão em Caldas da Rainha, da qual a cidade mineira leva o nome.

## Bandeira
A bandeira municipal de Poços de Caldas foi criada por José Raphael Santos Netto, que também é o autor do hino oficial do município e idealizador do Cristo Redentor da cidade. A bandeira tem a forma retangular, oitavada de verde, com retângulo branco central, onde é aplicado o Brasão de Armas do município e de onde partem oito faixas iguais nas cores branco, amarelo e azul que servem de separação das oitavas dispostas duas a duas no sentido horizontal, vertical, em banda e em barra.
O brasão ao centro representa o Governo Municipal, cuja influência e poder são irradiados a todos os quadrantes do território municipal, simbolizados pelas faixas que partem o retângulo central; as oitavas, assim constituídas representam as propriedades rurais existentes nesse território. A grande incidência da agricultura no município é retratada pela cor verde da bandeira.[carece de fontes?]

## Geografia
Sua população em julho de 2017 foi estimada em 166 085 habitantes. O município fica situado em uma região vulcânica já extinta, no sopé da Serra de São Domingos.
Os municípios limítrofes são os mineiros Botelhos e Bandeira do Sul a nordeste, Campestre a leste, Caldas a sudeste e Andradas a sul e os paulistas Águas da Prata a sudoeste, São Sebastião da Grama e Divinolândia a oeste e Caconde a norte.
O município localiza-se numa área de transição entre dois biomas: o Cerrado e a Mata Atlântica, entretanto, predomina o bioma Mata Atlântica.[carece de fontes?]

### Relevo
Poços de Caldas está às bordas uma caldeira vulcânica extinta há 90 milhões de anos. O município situa-se num planalto elíptico, com área aproximada de 750 km², altitude média de 1300 m e campos suavemente ondulados. É rodeado de montanhas com altitudes entre 1600 m e 1800 m.
Os solos têm características geológicas diversas. São formados por extensa intrusão de rochas alcalinas (sienitos nefelínicos), circundados por formações arqueanas. Em geral são argilosos, com pequenas ocorrências de arenito e a presença de jazidas de bauxita e argila refratárias. Há grandes reservas de minérios ferrosos, não ferrosos e radioativos.
A morfologia poços-caldense mostra a seguinte conformação topográfica: relevo plano (7%), ondulado (57%) e montanhoso (36%).
É limitado ao Norte pela Serra de São Domingos, ao Sul pela Serra do Gavião e a do Caracol, pela face Oeste a Serra de Poços de Caldas é limitante e a Leste, a Serra do Selado e o Serrote do Maranhão.

### Clima

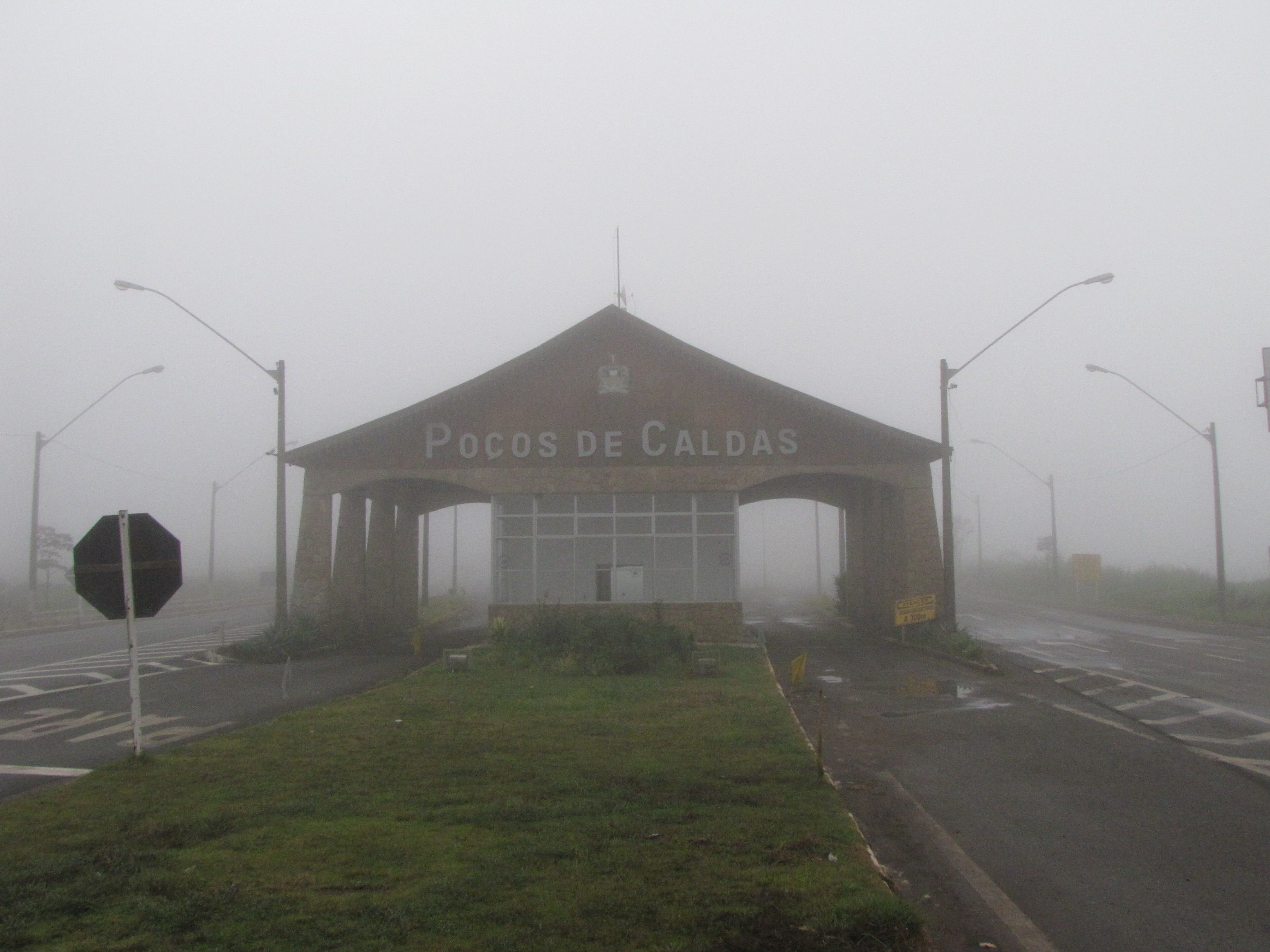
Pórtico de Poços de Caldas sob neblina

O clima de Poços de Caldas é considerado subtropical de altitude (do tipo Cwb, de acordo com a classificação climática de Köppen-Geiger). A temperatura média anual é de 17 °C. O verão é morno, com precipitação, e o inverno é fresco, com pouca precipitação. Ao longo do ano, normalmente, a temperatura mínima nos meses mais frios é de 6 °C e a temperatura máxima nos meses mais quentes é de 25 °C e raramente são inferiores a 1 °C ou superiores a 29 °C.
Duas estações climáticas típicas são mais sentidas ou definidas: o inverno, de abril a setembro, com temperaturas mais baixas e menores índices pluviométricos (temperatura média de 15 °C e total de 228 milímetros de chuvas) e o verão, de outubro a março, com temperaturas mais elevadas e maiores precipitações (temperatura média de 19,7 °C e total de 1.131 milímetros de chuvas).
As temperaturas mínima e máxima absolutas registradas foram de -7.2 °C e de 35 °C, respectivamente. O número de dias com chuva, em 1 ano, é de aproximadamente 105. Geadas podem ocorrer nos meses de maio, junho e julho. Em Poços de Caldas, as precipitações podem vir na forma de chuva, acompanhadas de descargas elétricas atmosféricas, fortes rajadas de vento e, as vezes, de granizo.
| Dados climatológicos para Poços de Caldas | Dados climatológicos para Poços de Caldas | Dados climatológicos para Poços de Caldas | Dados climatológicos para Poços de Caldas | Dados climatológicos para Poços de Caldas | Dados climatológicos para Poços de Caldas | Dados climatológicos para Poços de Caldas | Dados climatológicos para Poços de Caldas | Dados climatológicos para Poços de Caldas | Dados climatológicos para Poços de Caldas | Dados climatológicos para Poços de Caldas | Dados climatológicos para Poços de Caldas | Dados climatológicos para Poços de Caldas | Dados climatológicos para Poços de Caldas |
| Mês | Jan                                       | Fev                                       | Mar                                       | Abr                                       | Mai                                       | Jun                                       | Jul                                       | Ago                                       | Set                                       | Out                                       | Nov                                       | Dez                                       | Ano                                       |
| --- | ----------------------------------------- | ----------------------------------------- | ----------------------------------------- | ----------------------------------------- | ----------------------------------------- | ----------------------------------------- | ----------------------------------------- | ----------------------------------------- | ----------------------------------------- | ----------------------------------------- | ----------------------------------------- | ----------------------------------------- | ----------------------------------------- |
| Temperatura máxima média (°C) | 25                                        | 25                                        | 25                                        | 23                                        | 21                                        | 20                                        | 20                                        | 24                                        | 24                                        | 25                                        | 25                                        | 25                                        | 23,5                                      |
| Temperatura média (°C) | 20                                        | 20                                        | 20                                        | 17                                        | 15                                        | 13                                        | 13                                        | 15                                        | 17                                        | 19                                        | 19                                        | 20                                        | 17,3                                      |
| Temperatura mínima média (°C) | 16                                        | 16                                        | 15                                        | 13                                        | 9                                         | 7                                         | 6                                         | 8                                         | 10                                        | 13                                        | 14                                        | 16                                        | 11,9                                      |
| Chuva (mm) | 286                                       | 195                                       | 157                                       | 83                                        | 49                                        | 19                                        | 19                                        | 14                                        | 44                                        | 103                                       | 171                                       | 219                                       | 1,359                                     |
| Dias com chuva | 17                                        | 13                                        | 13                                        | 7                                         | 5                                         | 3                                         | 2                                         | 3                                         | 6                                         | 8                                         | 12                                        | 16                                        | 105                                       |
| Fontes: Weather Spark (médias mensais de temperatura), Meteoblue (acumulado de chuva) e Administração Oceânica e Atmosférica Nacional (NOAA) (dias com chuva) |                                           |                                           |                                           |                                           |                                           |                                           |                                           |                                           |                                           |                                           |                                           |                                           |                                           |

## Transportes

### Aéreo
O município é servido pelo Aeroporto Embaixador Walther Moreira Salles, inaugurado em 1937. Está localizado a 8 km do centro da cidade, sendo o segundo terminal mais alto entre os de médio e grande porte do país. O aeroporto funciona como um terminal regional, atendendo a região sul de Minas e o leste paulista, e operando voos de aviação geral com aeronaves de pequeno e médio porte. Em 2022, a gestão do aeroporto passou a ser compartilhada entre a prefeitura local e a Infraero, que ficou responsável pelos serviços de auxílio à navegação aérea. Em 2016, o aeroporto foi classificado na Categoria I.

### Ferrovias
A antiga estação ferroviária deixou de funcionar em 1998. Hoje a ferrovia se encontra concedida apenas para trens cargueiros na cidade, que fazem o transporte de bauxita de alumínio entre os estados de MG e SP. É cortada pelo Ramal de Caldas da antiga Companhia Mogiana de Estradas de Ferro. Está em planejamento o retorno do trem turístico entre a cidade de Poços de Caldas e Águas da Prata.

### Teleférico
A cidade conta com um teleférico com 1,5km de extensão aberto ao público em 1974,, fechado após um acidente em 2019 e reaberto em 2023, ano em que a iniciativa privada assumiu o controle do ponto turístico, a partir de um contrato de concessão com a Prefeitura de Poços de Caldas. No dia 21 de setembro de 2024, Dia da Luta da Pessoa com Deficiência, foi inaugurada pela CITUR a primeira cabine adaptada para cadeirantes.

## Educação
O índice de alfabetização é de 94.8%
Segundo pesquisa realizada pela Câmara Mineira do Livro (CML) entre 2013 e 2014 e publicada no livro "O livro em Minas Gerais - uma pesquisa por regiões sobre o comportamento do leitor: o que se lê, o que se produz", junto à população de Belo Horizonte e de mais oito municípios-polo de Minas, Poços de Caldas era o terceiro município com o maior número de pessoas que afirmaram gostar muito de ler: 57,47% dos entrevistados (atrás de Belo Horizonte com 63,14% e de Juiz de Fora com 58,59%). Moradores do município liam 4,34 livros (sendo as médias do Brasil - 1,85 livros e de Minas - 1,62 livros) e ou partes de obras a cada três meses e mais de 10% gostavam de ler em bibliotecas. Foram considerados leitores não somente de livros impressos, mas de jornais, revistas, bíblia, textos escolares, textos na internet etc. Os bons resultados de Poços de Caldas se justificaram pelo fato do município ter bom nível de escolaridade em todas as faixas escolares, e ter cerca de 30% de pessoas com nível superior.

### Universidades
Públicas
- Instituto Federal do Sul de Minas Gerais - IFSULDEMINAS
- Universidade do Estado de Minas Gerais - UEMG, por meio da Autarquia Municipal de Ensino de Poços de Caldas
- Universidade Federal de Alfenas - UNIFAL-MG

Privadas
- Centro Universitário Uninter
- Faculdade Pitágoras
- Pontifícia Universidade Católica de Minas Gerais - PUC-MG

### Centros tecnológicos
- Instituto Federal de Educação, Ciência e Tecnologia do Sul de Minas.
- Senac
- Senai
- Sesi
- Sesc
- Sest e Senat

### Educação Especial
- APAE
- CEDET[13][34]

## Turismo e cultura
O município de Poços de Caldas foi tema do samba-enredo 2006 da Escola de Samba Beija-flor do Rio de Janeiro. O município já foi cenário para a novela Rosa dos Ventos em 1973, as novelas das seis Livre para Voar e Além da Ilusão, e em 2014 foi usada para gravação da novela das sete Alto Astral, todas da Rede Globo de Televisão. Esta última, se passava na cidade fictícia de Nova Alvorada, mas as imagens foram gravadas em Poços de Caldas, Pedra Azul (ES) e no Projac. Em 2018, a cidade foi palco do filme Turma da Mônica: Laços (filme) e em 2020 do Turma da Mônica: Lições (filme).  Poços voltou a ser cenário de filme em janeiro de 2024, agora do live-action Turma da Mônica - Origens.

## Esportes

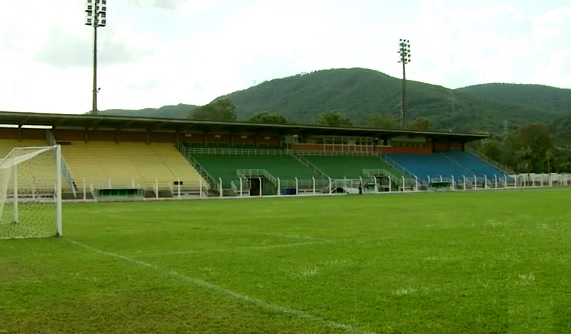
Estádio Doutor Ronaldo Junqueira (Ronaldão)

### Críquete
Poços de Caldas é conhecida por ser a principal cidade do Brasil em termos de número de times de críquete e praticantes do esporte.
O principal clube de criquete da cidade é a * Associação Atlética Caldense. O críquete é muito forte em especial o feminino. O criquete em poços de caldas é um dos esportes mais populares junto ao público feminino em poços de caldas, rivalizando com outros esportes como o volei.

### Futebol
O município possui dois times de futebol profissional registrados na FMF/CBF:
- Associação Atlética Caldense
- Poços de Caldas Futebol Clube (Vulcão)

Estádios
- Estádio Doutor Ronaldo Junqueira (Ronaldão)

## Cidades-irmãs
Poços de Caldas tem as seguintes cidades-irmãs:
- Bagé, Brasil[42]
- São Luiz, Brasil
- São João Del Rei, Brasil
- Jundiaí, Brasil
- Águas da Prata, Brasil[43][44]
- Takasaki, Japão
- General Pueyrredon, Argentina
- Ponte da Barca, Portugal[45]
- Caldas da Rainha, Portugal
- Mount Vernon, Estados Unidos

## Personalidades
- Ver Lista de caldenses notórios